# Tadeusz Kościński
Tadeusz Kościński est un homme politique polonais, né le 9 décembre 1956 à Londres. Il est ministre des Finances du 15 novembre 2019 au 7 février 2022.

## Biographie
Tadeusz Kościński est nommé le 27 novembre 2015 sous-secrétaire d'État du ministère du Développement, et s'occupe notamment du développement des moyens de paiement alternative à la monnaie fiduciaire. Le 15 janvier 2018, il devient sous-secrétaire d'État du ministère des Entreprises et de la Technologie, où il gère des dossiers en rapport avec le numérique et le commerce extérieur. Il rejoint le 1er juillet 2019 le ministère des Finances, toujours en qualité de sous-secrétaire d'État, pour s'occuper des questions fiscales, de l'évaluation des politiques publiques et des jeux de hasard.
Le 15 novembre 2019, il devient ministre des Finances. Il démissionne le 7 février 2022 à la suite de l'échec d'une réforme fiscale.